# یواس‌اس لکوانا (۱۸۶۲)
یواس‌اس لکوانا (۱۸۶۲) (به انگلیسی: USS Lackawanna (1862)) یک کشتی بود که طول آن ۲۳۷ فوت (۷۲ متر) بود. این کشتی در سال ۱۸۶۲ ساخته شد.